# Argad'z
L'argad'z — que l'on peut qualifier de cryptolecte — est un type d'argot utilisé traditionnellement par les gadzarts, élèves et anciens élèves de l'École nationale des Arts et Métiers (ENSAM). Il se caractérise par un vocabulaire spécifique, constitué d'un mélange d'emprunts à l'argot traditionnel, au vocabulaire militaire ou de créations propres à l'école, ainsi que par diverses règles distinctives dans le domaine de la grammaire et de la phonétique.

## Construction
On retrouve des traces de l'argad'z remontant presque à la création de l'école. L'influence des compagnons étant forte à cette époque, on attribue parfois une parenté entre l'argad'z et le langage employé par les compagnons.
L'argad'z, est avant tout une langue orale, la plupart des mots n'ayant pas d'orthographe fixe ou au mieux en ayant eu plusieurs d'admises au fil du temps. Les seuls écrits connus en argad'z sont les carnets manuscrits individuels de chaque élève, ou quelques recueils de termes imprimés. Contrairement à ce qui a pu être écrit, l'argad'z ne contient que très peu de termes inventés ou conçus ex nihilo. Son vocabulaire peut être divisé en deux grandes familles :
- Les termes historiques : ce sont des termes dialectales, d'argot militaire ou de français tombés en désuétude. Par exemple « biaude » qui signifie blouse en jurassien ;
- Les termes modernes : issus de la déformation de termes français ou étrangers.

Ces déformations suivent certaines règles, par exemple, le préfixe Z (qui se prononce Za) signifie « qui sert à » ou « qui vient de » selon les cas. De nombreux mots sont également raccourcis par l'apposition d'un suffixe « 's », comme dans Fraternité qui devient Fratern's.
Certains mots ont, de plus, des significations fort différentes selon leurs contextes ou leurs genres.
L'argad'z est une langue vivante qui peut diverger quelque peu selon les centres de l'École (ou Tabagn's). Ainsi une chambre à la résidence se dira-t-elle : une boquette (à Châlons et à Lille), un zoo (à Cluny) ou un k'gib's (pour cagibi) (à Aix-en-Provence, à Bordeaux et à Angers) ou kgette (à Metz). Toutefois, certains termes se généralisent vite à tous les centres, alors que d'autres participent à la création d'une identité spécifique aà uncentre concerné ; ces spécificités permettant d'identifier le centre d'origine du locuteur.
L'ensemble de ces éléments peut être combiné de façon à former une discussion incompréhensible pour les gens non familiers avec ce langage et de créer un esprit de corps,.

Exemples de textes en argad'z (Campus d'Aix-en Provence, années 1970)
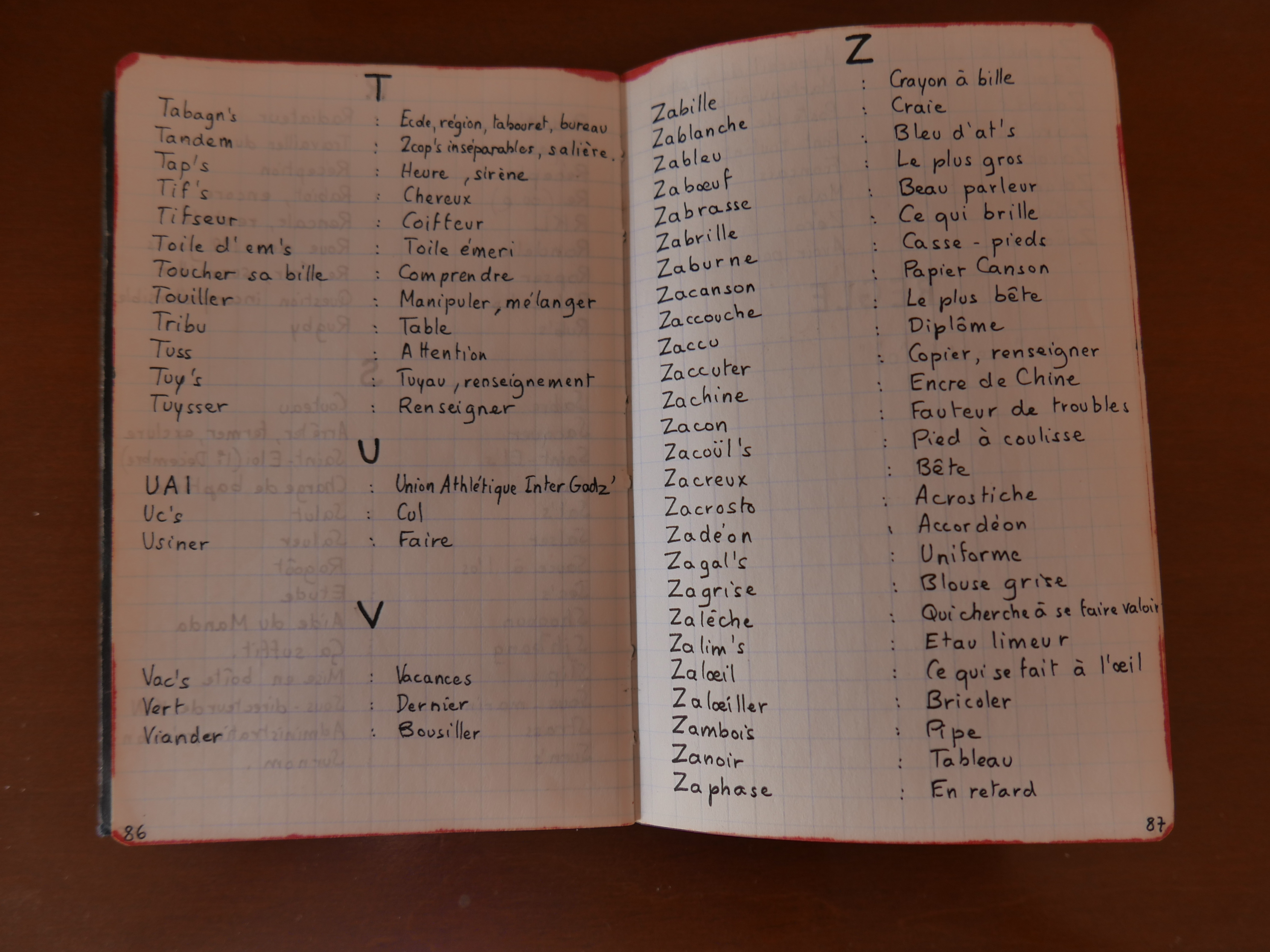
Extrait de lexique.
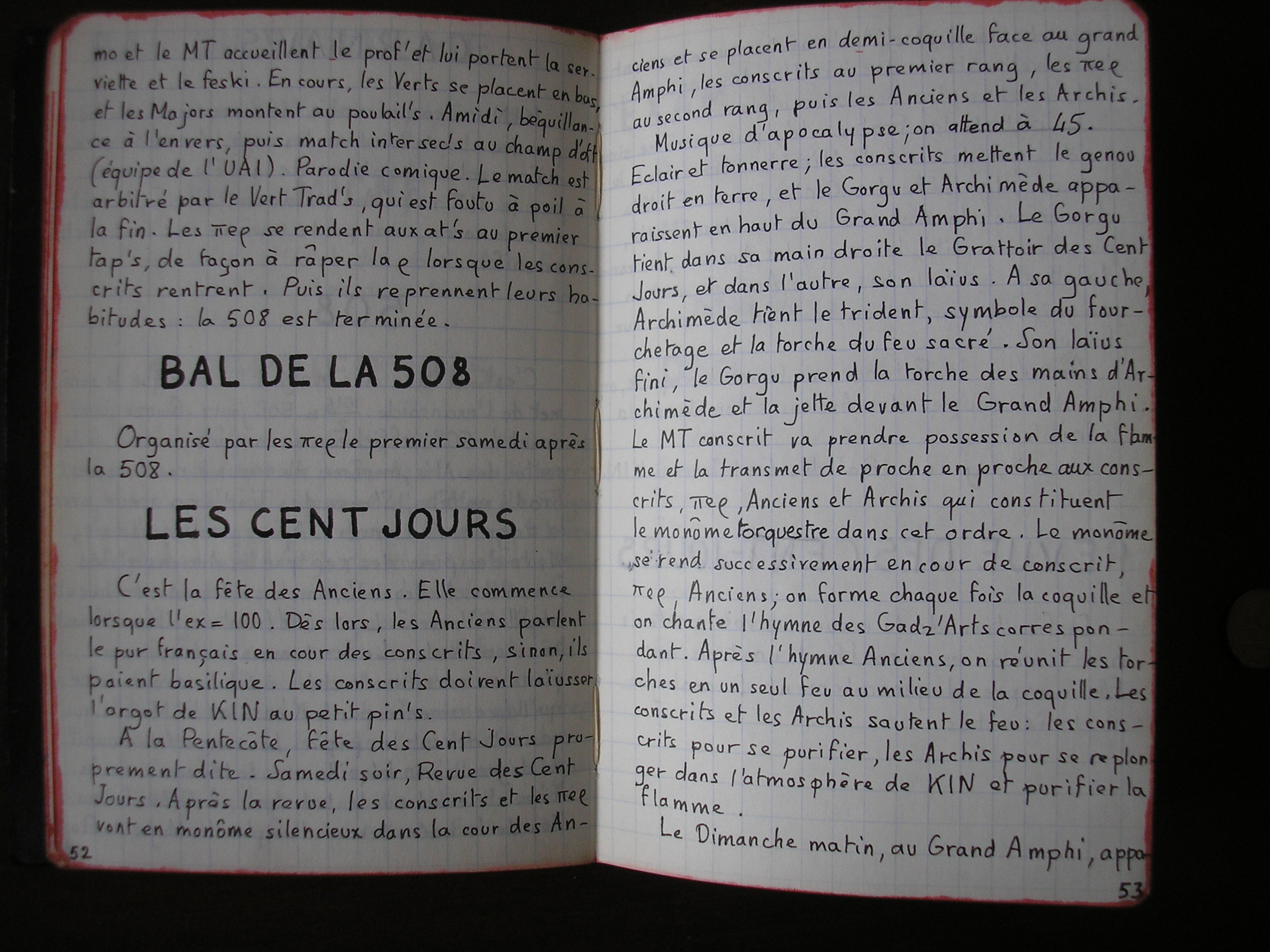
Textes sur la 508 et les 100 jours.